# Perno de anclaje

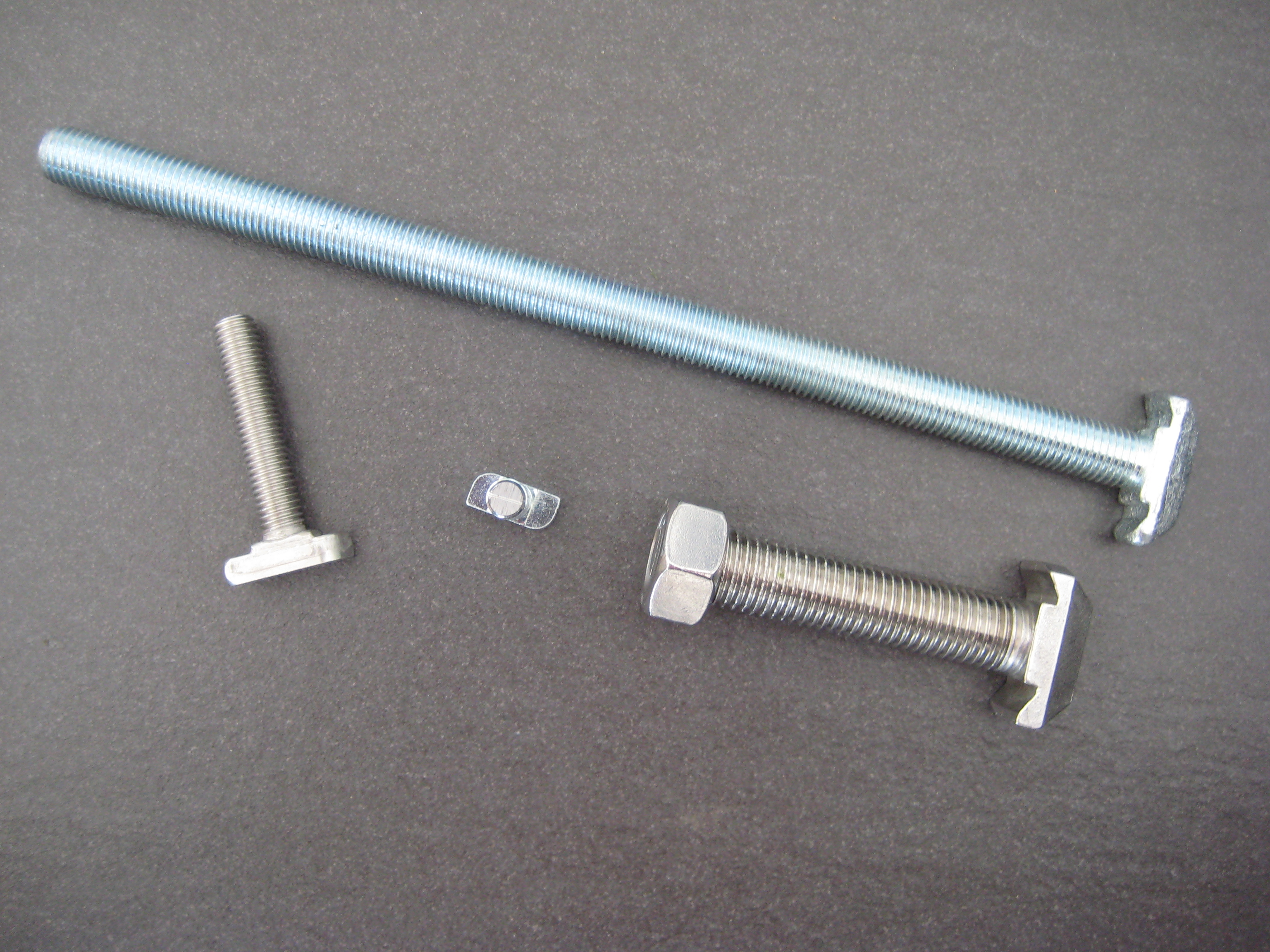
En la izquierda hay tornillos "cabeza Martillo", y en la derecha hay tornillos "cabeza de gancho"

Los pernos de anclaje se utilizan para conectar elementos estructurales y no estructurales al hormigón. La conexión se realiza mediante el ensamblaje de diferentes componentes, tales como: pernos de anclaje (también llamados sujetadores), placas de acero, refuerzos. Los pernos de anclaje transfieren diferentes tipos de carga: fuerzas de tensión y fuerzas de corte. Una conexión entre elementos estructurales puede representarse mediante una columna de acero unida a una base de hormigón armado. Mientras que un caso común de elemento no estructural unido a uno estructural está representado por la conexión entre un sistema de fachada y un muro de hormigón armado.

## Tipos
La forma más simple, y más fuerte, de perno de anclaje es fundido en su lugar, con su extremo incrustado que consiste en un perno y arandela de cabeza hexagonal estándar, una curva de 90 o algún tipo de brida forjada o soldada. Los últimos se utilizan en estructuras compuestas de hormigón y acero como conectores de corte. Otros usos incluyen máquinas de anclaje para verter pisos y edificios de concreto a sus cimientos de concreto. Se producen diversas ayudas típicamente desechables, principalmente de plástico, para asegurar y alinear los anclajes de fundición en el lugar antes de colocar el concreto. Además, su posición también debe coordinarse con el diseño de refuerzo. Se pueden distinguir diferentes tipos de anclajes :
- Inserciones de elevación: utilizadas para operaciones de elevación de vigas RC planas o pretensadas. El inserto puede ser una varilla roscada.
- Canales de anclaje: utilizados en conexiones de hormigón prefabricado. El canal puede ser una forma de acero laminado en caliente o conformado en frío en el que se coloca un tornillo en forma de T para transferir la carga al material base.
- Perno con cabeza: consiste en una placa de acero con pernos con cabeza soldados (ver también Varilla roscada).
- Mangas roscadas: consisten en un tubo con una rosca interna que se ancla de nuevo en el concreto.

### Pernos con cabeza
Dentro de los pernos con cabeza los llamados tornillos de gancho y de cabeza de martillo, que se utilizan para la fijación a rieles de anclaje o rieles de montaje. Hay otras formas pernos de martillo (por ejemplo, según DIN 7992 o DIN 261), que también se utilizan en dimensiones más grandes y anclajes de placa, que se incrustan directamente en el hormigón.
Los tornillos con cabeza de gancho tienen dos ganchos con los que los tornillos cuelgan después de un giro de 90 ° en las patas del perfil del ancla o los rieles de montaje.
Los tornillos de cabeza en T funcionan según el mismo principio. La cabeza, sin embargo, tiene forma de martillo . Los tornillos de cabeza de martillo no pueden girar hacia atrás después de insertarlos, girarlos 90 ° y apretarlos en la ranura del riel, ya que están provistos de un cuadrado debajo de la cabeza.